# فلسطينيو السلفادور
فلسطينيو السلفادور هم المواطنون السلفادوريون من أصول فلسطينية أو الأشخاص الفلسطينيون المولودون والمقيمون في السلفادور. هناك ما يقرب من 100000 سلفادوري من أصل فلسطيني.

## التاريخ
في عهد الدولة العثمانية، أرسل مسيحيو بيت لحم الشباب إلى دول أخرى لمنع تجنيدهم في الجيش. وصل بعض هؤلاء إلى السلفادور. ولكون جوازات سفرهم عثمانية، فقد كانوا يوصفون بالأتراك، ومنعوا من الانخراط بالمجتمع المدني والمنظمات العامة والمناصب الحكومية.
في حين استمر الفلسطينيون في الفرار من الاحتلال والاضطرابات في موطنهم خلال النصف الأول من القرن العشرين، إلا أن السلفادور لم تكن وجهة مرحّبة بسبب التمييز وكراهية الأجانب ومخلفات السياسات الاستعمارية المستشرية في البلاد.

## شخصيات بارزة
- أنطونيو سقا، رئيس السلفادور السابق
- شفيق حنضل، سياسي
- نجيب أبو كيلة، عمدة سان سلفادور ورئيس السلفادور الحالي